# Toogoolawah
Toogoolawah är en ort i Australien. Den ligger i kommunen Somerset och delstaten Queensland, omkring 77 kilometer nordväst om delstatshuvudstaden Brisbane.
Runt Toogoolawah är det mycket glesbefolkat, med 3 invånare per kvadratkilometer.. Det finns inga andra samhällen i närheten. 
I omgivningarna runt Toogoolawah växer huvudsakligen savannskog. Genomsnittlig årsnederbörd är 1 106 millimeter. Den regnigaste månaden är januari, med i genomsnitt 235 mm nederbörd, och den torraste är september, med 31 mm nederbörd.